# Mehadica (gmina)
Gmina Mehadica – gmina w okręgu Caraș-Severin w zachodniej Rumunii. Zamieszkuje ją 870 osób. W skład gminy wchodzi 1 miejscowość Mehadica. 